# ブローニュ＝シュル＝ジェス
ブローニュ＝シュル＝ジェス （Boulogne-sur-Gesse、オック語:Bolonha de Gessa）は、フランス、オクシタニー地域圏、オート＝ガロンヌ県のコミューン。

## 地理
コマンジュ地方、ジェス川流域にあるバスティッドで、サン＝ゴーダンスの北西30kmに位置する。コミューンは、ジェール県とオート＝ピレネー県と接している。

## 由来
同時代に設立された他の新都市と同様に、ブローニュ＝シュル＝ジェスは、イタリアのボローニャという権威ある都市から、都市の発展の保証のため名前を借用している。

## 歴史
ブローニュのバスティッドは、フランス王の代理たる、トゥールーズのセネシャルであるウスタシュ・ド・ボマルシェによって、タイユフェル修道院長時代のニゾール修道院（のちのラ・ベニソン＝デュー修道院）とのパレアージュ（fr、2人の支配者による共同主権を認めた封建条約）として、1286年に建設された。
フランス革命まで、ブローニュはサン・ペ・デルボスク教区（オート＝ガロンヌ県）やラランヌ・ダルケ（ジェール県）と同様に、数多くあるリヴィエール・ヴェルダン（アンシャン・レジーム時代の財政上の地域区分ペイ・デレクション）の飛び地の1つだった。ガスコーニュとの境界にあるこの3つの教区は全て、のちにコマンジュの教区となった。

## 史跡
- ラ・ベニソン＝デュー修道院 - シトー会派が12世紀に建立。
- サヴ洞窟
- ノートル・ダム・ド・ラソンプション教会 - 歴史的記念物
- ジモーヌ湖

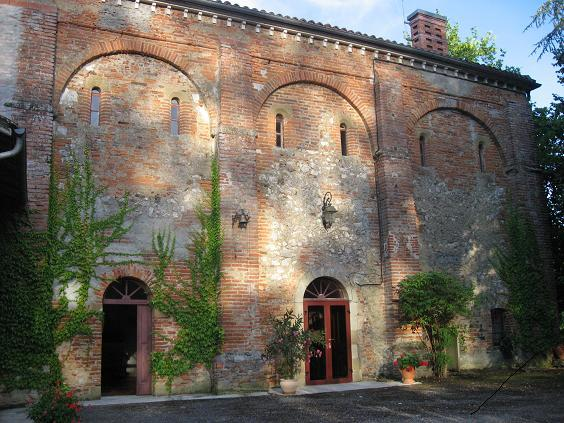
修道院
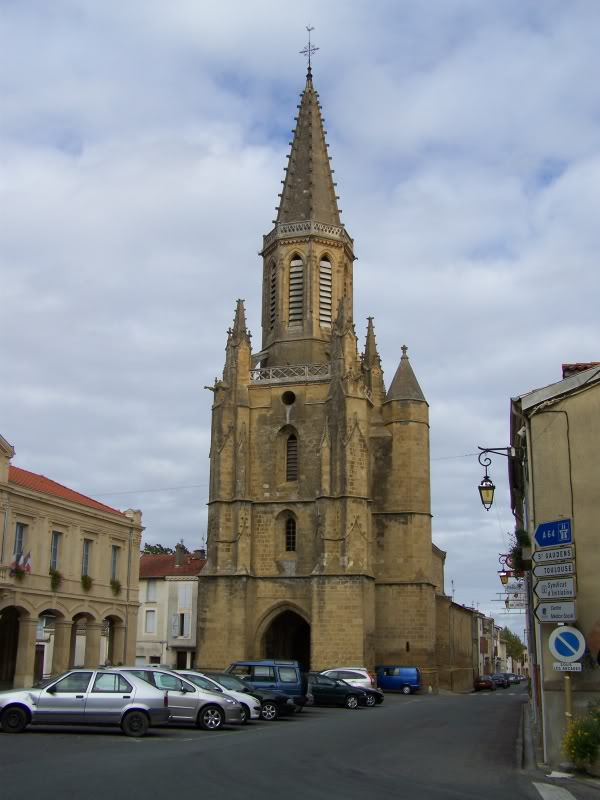
教会
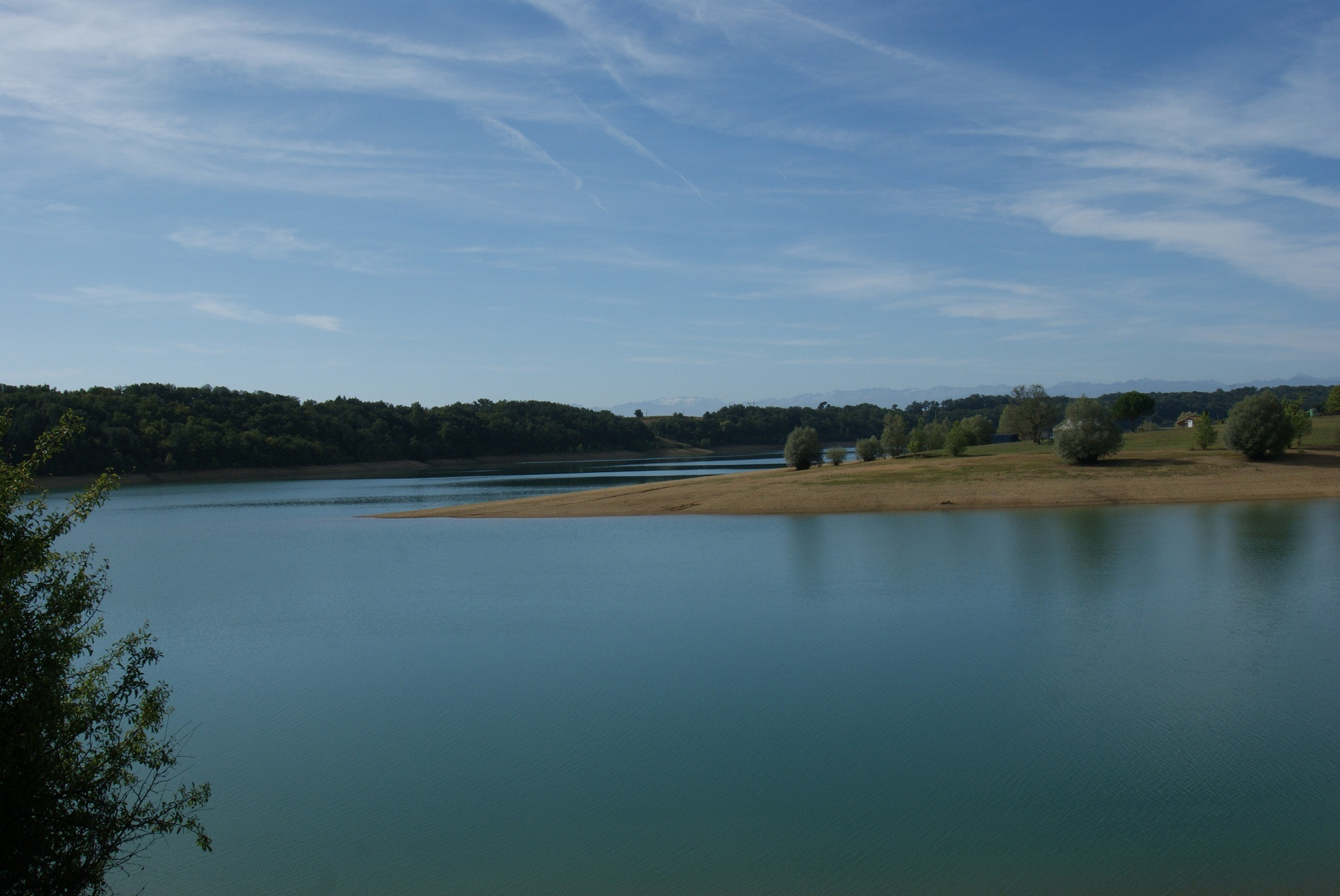
湖

## 人口統計
| 1962年 | 1968年 | 1975年 | 1982年 | 1990年 | 1999年 | 2004年 | 2015年 |
| ------ | ------ | ------ | ------ | ------ | ------ | ------ | ------ |
| 1777   | 1865   | 1756   | 1671   | 1531   | 1433   | 1620   | 1593   |

参照元:1962年から1999年までは複数コミューンに住所登録をする者の重複分を除いたもの。それ以降は当該コミューンの人口統計によるもの。1999年までEHESS/Cassini、2006年以降INSEE

## 姉妹都市
- グラタントゥール、フランス

## 参照
1. ↑  Répertoire géographique des communes, publié par l'fr:Institut national de l'information géographique et forestière, [lire en ligne].
2. ↑  Bénédicte et Jean-Jacques Fénié, Toponymie gasconne, Éditions Sud-Ouest, coll. « Sud-Ouest Université » (no 2), 1992, 125 p. (ISBN 2-87901-693-2, notice BnF no FRBNF40160701)
3. ↑  http://cassini.ehess.fr/cassini/fr/html/fiche.php?select_resultat=5198
4. ↑  https://www.insee.fr/fr/statistiques/3293086?geo=COM-31080
5. ↑  http://www.insee.fr